# Hongos fantásticos
Hongos fantásticos es una película documental estadounidense de 2019 dirigida por Louie Schwartzberg. La película combina cinematografía de lapso de tiempo, CGI y entrevistas en una descripción general de la biología, los roles ambientales y los diversos usos de los hongos.

## Recepción
En el sitio web del agregador de reseñas Rotten Tomatoes, la película tiene una calificación de aprobación del 100% basada en 22 reseñas, con una calificación promedio de 7.8/10. En Metacritic, la película tiene una puntuación de 70 sobre 100 por 8 reseñas, lo que indica "críticas generalmente favorables".
Los críticos elogiaron la cinematografía a intervalos de Schwartzberg. Algunos críticos encontraron la narración innecesaria.
Josh Kupecki, de The Austin Chronicle, dijo: "Dejando de lado las afectaciones visuales, Fantastic Fungi es una mirada cautivadora al alcance de un organismo que es mucho más que un aderezo de pizza o un ingrediente de la carne stroganoff".
Andrew Pulver de The Guardian escribió "Con sus espectaculares imágenes de crecimiento y decadencia y apasionados discursos sobre la magia de los hongos, este documental es un placer para la vista y el oído".
Rex Reed, de The New York Observer, calificó el documental de "encantador", mientras que John DeFore, de The Hollywood Reporter, calificó la película de "un ojo que abre los ojos".
Según Robert Abele de Los Angeles Times "se acerca demasiado a ser un comercial, pero eso es un detalle cuando la totalidad de Hongos fantásticos es tan entretenido, informativo y atractivo y esperanzador acerca de la cura para todo. por nuestro mundo enfermo que yace bajo nuestros pies ".
Un álbum inspirado en el documental "Fantastic Fungi: Reimagine" se lanzó el 18 de septiembre de 2020 y presenta nuevas canciones de Jason Mraz & Raining Jane, Amber Rubarth, Merlin Sheldrake, Desert Dwellers presentando Paul Stamets, Yaima, Beautiful Chorus, Brett Dennen, Deva Premal & Miten, y más.